# 南莫尼托鎮區 (密蘇里州庫珀縣)
南莫尼托鎮區（英語：South Moniteau Township）是位於美國密蘇里州庫珀縣的一個行政鎮區。

## 地方資料
南莫尼托鎮區的面積為58.04平方千米，當中陸地面積為57.98平方千米，而水域面積為0.06平方千米。根據2020年美國人口普查的數據，當地共有人口284人，而人口密度為每平方千米4.89人。